# Stenkrabbspindel
Stenkrabbspindel (Xysticus robustus) är en spindelart som först beskrevs av Carl Wilhelm Hahn 1832.  
Stenkrabbspindel ingår i släktet Xysticus och familjen krabbspindlar. Arten är reproducerande i Sverige. Utöver nominatformen finns också underarten X. r. strandianus.